# Sh2-96
Sh2-96 est une nébuleuse en émission visible dans la constellation du Cygne.
Elle est située à environ 2,5° au nord de la fameuse double optique Albireo (β Cygni), une étoile de magnitude 3 également visible depuis les zones urbanisées. Elle apparaît comme une série de filaments faibles, difficiles à identifier et à photographier sans l'aide de filtres. Le meilleur moment pour l'observer dans le ciel du soir est de juin à décembre, surtout depuis les régions boréales.
Sh2-96 constitue l'extrémité la plus septentrionale du rémanent de supernova G65.2+5.7, situé à environ 800 pc (∼2 610 al) du système solaire dans une région galactique riche en nuages moléculaires denses, parmi lesquels le bien connu Grand Rift, très étendu. L'étoile progénitrice qui a explosé en supernova était située à environ 80 pc (∼261 al) au nord du plan galactique et a généré une superbulle étendue sur environ 180 pc (∼587 al).